# 马修·贝茨
馬菲·大衛·畢斯（英語：Matthew David Bates，1986年12月10日—）出生於英格蘭北约克郡斯托克頓（Stockton），是一名足球運動員，司職中堅，亦可勝任右閘或防守中場，出身家鄉球會米杜士堡。

## 生平
布里斯托城
2012年11月17日，畢斯以短約形式加盟布里斯托城，為期至2013年1月底。
2013年2月22日，原於一月底約滿的畢斯獲布里斯托城提供一份新合約至球季結朿。
布拉德福德
2013年10月13日，英甲球會布拉德福德以短期合約形式簽入畢斯，為期三個月。

## 私人生活
畢斯於2009年開始約會以演出真人騷《老大哥》（Big Brother）成名的英國名媛海耶斯，兩人雖然於2010年7月1日宣佈正式分手，但海耶斯懷有畢斯的骨肉，於7月20日誕下男嬰，命名布莱克利·海耶斯-贝茨（Blakely Hayes-Bates）。

## 榮譽
米杜士堡
- 英格蘭足總青年盃冠軍：2003/04年；
- 歐洲足協盃亞軍：2005/06年；

## 外部連結
- 足球数据库：馬菲·畢斯的球员统计数据
- 米杜士堡官網簡歷